# Lachnaia variolosa
Lachnaia variolosa — вид листоїдів з підродини клітріни. Зустрічається в Алжирі, Марокко та Південної Іспанії.